# Антон Гумгалтер
Антон (Антун) Гумгалтер (хорв. Anton (Antun) Gumhalter, нар. 1908 — пом. 15 січня 1988) — югославський футболіст, що грав на позиції нападника. Відомий виступами за клуб «Граджянскі» (Загреб).

## Життєпис
Дебютував у офіційному матчі в складі «Граджянскі» (Загреб) у 1928 році у матчі кубка Загреба проти «Славина» (3:0). У підсумку команда стала переможцем турніру, перемігши у фіналі «Вікторію» з рахунком 5:1. Два м'ячі у цій грі на рахунку Гумгалатера.
У тому ж сезоні став чемпіоном Югославії. Команда здобула чотири перемоги і одного разу програла в одноколовому ліговому турнірі для шести учасників. Щоправда, Антон зіграв лише у одному матчі змагань.
По завершенні сезону виступав кубку Мітропи, престижному турнірі для найсильніших команд Центральної Європи. В 1/4 фіналу змагань «Граджянські» переміг у першому матчі чемпіона Чехословаччини клуб «Вікторію» — 3:2. Проте, у матчі відповіді упевнену перемогу святкували суперники — 1:6.
У липні 1930 року Гумгалтер у грі проти загребського «Желєзнічару» (7:1) забив гол уже на 15-й секунді матчу, ставши автором найшвидшого голу в історії клубу.
Загалом у складі «Граджянскі» у 1928—1933 роках зіграв 56 офіційних матчів і забив 35 м'ячів. Серед них 51 матч і 33 голи у чемпіонаті Загреба і чемпіонаті Югославії (з них 12 матчів і 2 голи у фінальному турнірі), 3 матчі і 2 голи у кубку Загреба, 2 матчі у кубку Мітропи. Грав переважно на позиції правого інсайда, рідше — правого крайнього нападника.
Виступав також у складі іншої загребської команди ХАШК. Зокрема, зіграв 3 матчі у чемпіонаті 1936-37 років.
Молодший брат Антона — Божтдар Гумгалтер також виступав у складі «Граджянскі», але жодного офіційного матчу не зіграв.

## Трофеї і досягнення
- Чемпіон Югославії: 1928
- Бронзовий призер чемпіонату Югославії: 1931
- Володар кубка Загреба: 1928